# Pachythelia nigricans
Pachythelia nigricans är en fjärilsart som beskrevs av Curtis 1828. Pachythelia nigricans ingår i släktet Pachythelia och familjen säckspinnare. Inga underarter finns listade i Catalogue of Life.